# 태풍 바비 (2015년)
2015년 제3호 태풍 바비 (태풍 번호: 1503, JTWC 지정 번호: 03W 국제명:BAVI)는 3월 12일 새벽에 발생한 열대 폭풍이다. 미국 괌 동남동쪽 2710km 부근 해상에서 발생한 바비는 발생 시 중심기압 996hPa, 최대풍속 18m/s, 강풍반경 390km, 크기 '중형'이었으나 서북서진하며 조금씩 발달하여 3월 14일 오후 9시 경 괌 동쪽 약 650km 부근 해상에서 중심기압 990hPa, 최대풍속 23m/s, 강풍반경 500km의 세력 '약', 크기 '대형' 태풍으로 최성기를 맞이하였다. 이후 최성기 세력을 그대로 유지한 채 태풍은 괌 부근에 다다랐지만 괌 부근 해상을 통과한 후 약화되어 3월 18일 오전 3시에 필리핀 마닐라 동쪽 약 1340km 부근 해상에서 중심기압 1002hPa의 열대저압부로 소멸하였다. 이후 잔여물인 열대저압부는 필리핀을 통과하여 많은 비를 뿌렸다. '바비'는 베트남에서 제출한 태풍 이름으로 바비산맥에서 따온 이름이다.

## 같이 보기
- 태풍 돌핀 (2008년)
- 1982년 태풍